# 文階
文階（1517年—？年），字克升，四川順慶府南充縣人，民籍。明朝政治人物。

## 生平
八月初四日生，行二，治《詩經》，由國子生中式嘉靖十年（1531年）辛卯科四川鄉試第二十二名舉人，年三十四歲中式嘉靖二十九年（1550年）庚戌科會試第二百八十三名，第三甲第一百九十八名進士。历官钱塘县知县、德安府同知。

## 家族
曾祖文廷舉；祖文子英，教諭；父文藻；前母王氏；劉氏；繼母劉氏。具慶下，妻易氏，兄德，弟陽；陞。